# Bertran de Born
Bertran de Born, francoski vojak in trubadur, okrog 1140, † pred 1215, opatija Dalon.
Dante Alighieri ga je opisal kot lik v »Peklu« svoji Božanske komedije, kjer je za kazen nosil svojo glavo v rokah.